# Prunella Scales

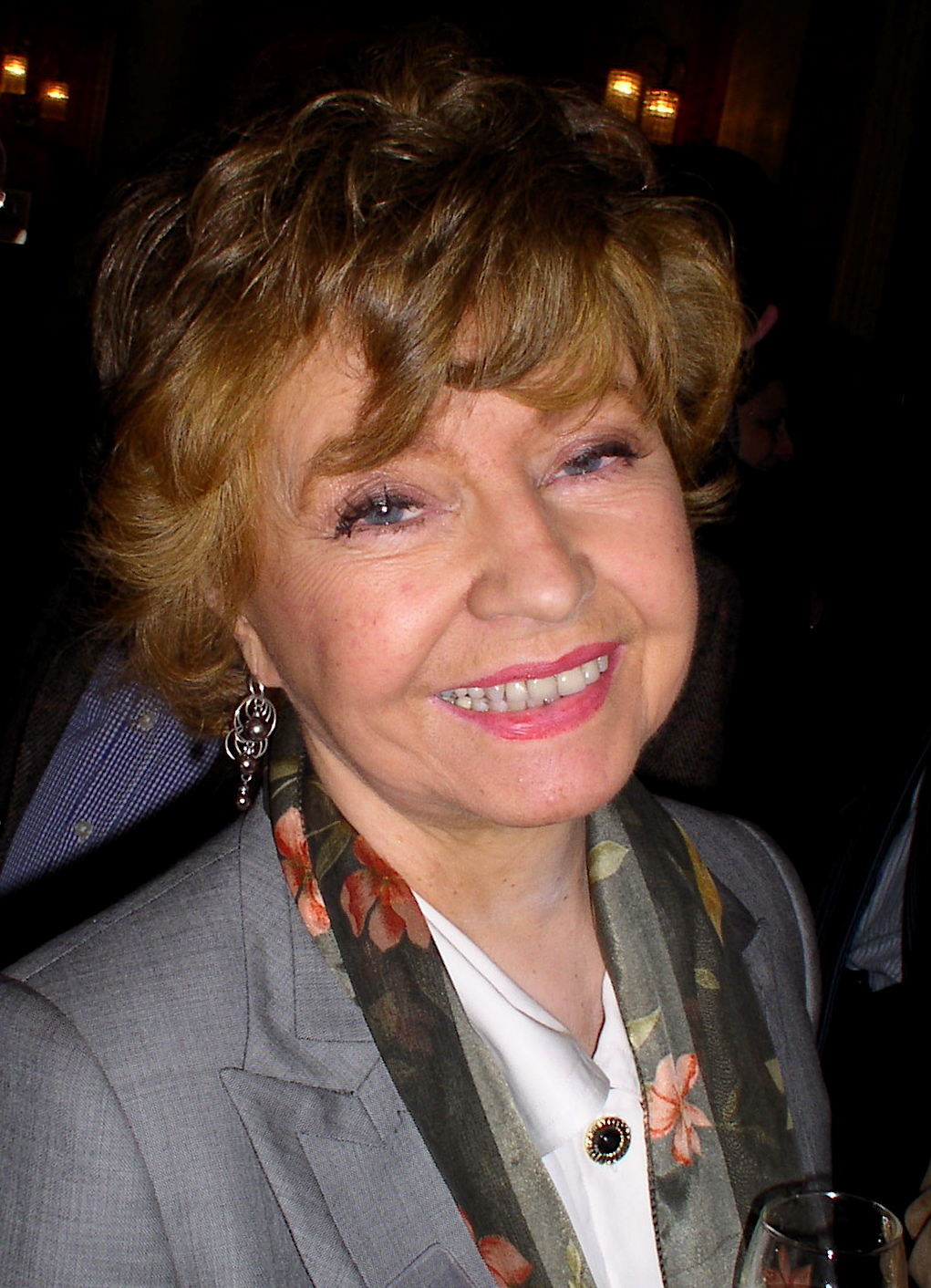
Prunella Scales (2010)

Prunella Scales CBE (* 22. Juni 1932 in Sutton Abinger, Surrey, als Prunella Margaret Rumney Illingworth) ist eine britische Schauspielerin. Bekannt ist sie vor allem für ihre Rolle der Sybil Fawlty in der BBC-Sitcom Fawlty Towers.

## Leben
Scales wurde 1932 in Sutton Abinger geboren. Ihr Vater arbeitete für ein Baumwollunternehmen, ihre Mutter war Schauspielerin. Scales trat in rund 80 Filmen und Fernsehserien auf, häufig in komischen Rollen. Ihren ersten Fernsehauftritt hatte sie 1952 in einer Adaption von Stolz und Vorurteil als Lydia Bennet. Im Jahr 1954 spielte sie in Herr im Haus bin ich, einem ihrer ersten Kinofilme, die Tochter von Charles Laughton unter der Regie von David Lean. Sie hatte auch einen Auftritt in Coronation Street, der erfolgreichsten Fernsehserie im Vereinigten Königreich.
Der Durchbruch als Schauspielerin gelang ihr in den frühen 1960er Jahren in der Sitcom Marriage Lines mit Richard Briers als Partner. Größere Rollen bei BBC Radio 4 und Channel 4 folgten. Im Jahr 1975 wurde sie als Sybil Fawlty in der Fernsehserie Fawlty Towers besetzt, wo sie die Ehefrau von Hotelbesitzer Basil Fawlty (John Cleese) spielte. Zu ihren späteren Rollen gehört ein Auftritt in Wiedersehen in Howards End von Regisseur James Ivory.
Sie ist mit dem Schauspieler Timothy West verheiratet. Der ältere ihrer beiden Söhne ist der Schauspieler und Regisseur Samuel West. Sie ist Botschafterin für SOS Children’s Charity und aktive Unterstützerin der Labour Party. Im Jahr 2005 erschien ihre autorisierte Biographie Prunella, geschrieben von Teresa Ransom. 2014 wurde bekannt, dass bei ihr eine vaskuläre Demenz diagnostiziert wurde. Trotzdem war sie von 2014 bis 2020 mit ihrem Ehemann Timothy West in der Reisesendung Great Canal Journeys zu sehen, die von ihren gemeinsamen Schiffsreisen handelte.

## Theater
Scales hat eine Ausbildung als Theaterschauspielerin am Old Vic Theatre in London und im Herbert Berghof Studio in New York City absolviert. Im Jahr 2004 tourte sie mit ihrer One-Woman-Show An Evening with Queen Victoria.
Für ihre zahlreichen Theaterrollen erhielt sie 2001 den Patricia Rothermere Award.

## Filmografie (Auswahl)
- 1952: Pride and Prejudice (Miniserie)
- 1954: Herr im Haus bin ich (Hobson’s Choice)
- 1954: Was jede Frau sich wünscht (What Every Woman Wants)
- 1960: The Secret Garden (Miniserie)
- 1961: Coronation Street (Fernsehserie, fünf Folgen)
- 1962: Walzer der Toreros (Waltz of the Toreadors)
- 1975–1979: Fawlty Towers (Fernsehserie, zwölf Folgen)
- 1976: Die kleinen Pferdediebe (Escape from the Dark)
- 1978: Der Hund von Baskerville (The Hound of the Baskervilles)
- 1978: The Boys from Brazil
- 1983: Die verruchte Lady (The Wicked Lady)
- 1983: Wagner – Das Leben und Werk Richard Wagners (Wagner)
- 1989: Alles nur Theater (A Chorus of Disapproval)
- 1992: Wiedersehen in Howards End (Howards End)
- 1994: Diebe unter sich (Sherwood’s Travels)
- 1994: Wolf – Das Tier im Manne (Wolf)
- 1994: Probezeit (Second Best)
- 1994: Fair Game (Fernsehfilm)
- 1995: Eine sachliche Romanze (An Awfully Big Adventure)
- 1996: Der codierte Mann (Breaking the Code, Fernsehfilm)
- 1996: Emma (Fernsehfilm)
- 2000: Inspector Barnaby – Der Fluch von Aspern Tallow (Midsomer Murders – Beyond The Grave) (Fernsehreihe, eine Folge)
- 2001: Silent Witness (Fernsehserie, zwei Folgen)
- 2003: Johnny English – Der Spion, der es versiebte (Johnny English)
- 2006: Rosamunde Pilcher – Die Muschelsucher (Fernsehfilm)
- 2009: Agatha Christie’s Marple – Das Geheimnis der Goldmine (Agatha Christie’s Marple – A Pocket Full of Rye) (TV-Reihe, eine Folge)
- 2011: Henry der Schreckliche (Horrid Henry: The Movie)
- 2013: Der Anruf (The Phone Call)